# Adel Tawil
Adel Salah Mahmoud Eid El-Tawil (Berlijn, 15 augustus 1978), beter bekend als Adel Tawil, is een Duitse zanger, songwriter en producer. 

## Carrière
In de jaren 1990 was Tawil, onder de naam Kane, lid van boyband The Boyz. Sinds 2003 vormt hij met Annette Humpe de duoformatie Ich + Ich. Voor de serie Prison Break nam hij in 2007 het nummer Prison Break Anthem (Ich glaub’ an dich) op, dat de eerste plaats in de Duitse hitlijsten bereikte. Met Ich + Ich won Tawil in 2010 een Echo Pop voor het Beste nationale productieteam van het jaar. Het jaar daarop ontving hij met de duoformatie een Deutscher Musikautorenpreis  in de categorie Beste compositie pop.
Tawils eerste soloalbum Lieder kwam uit in 2013, met daarop onder andere een gelijknamige single. Het jaar daarop ontving hij een Echo Pop voor Beste nationale nieuwkomer van het jaar. Zijn debuutalbum werd opgevolgd door So schön anders in 2017. Dit behaalde de eerste plaats van de Duitse hitlijst voor albums. Twee jaar daarna volgde Alles lebt. In 2023 kwam Spiegelbild uit.

## Discografie
| Jaar          | Album            | Vlag van Duitsland | Vlag van Duitsland | Vlag van Oostenrijk | Vlag van Oostenrijk | Vlag van Zwitserland | Vlag van Zwitserland |
| Jaar          | Album            | 100                | weken              | 40                  | weken               | 100                  | weken                |
| ------------- | ---------------- | ------------------ | ------------------ | ------------------- | ------------------- | -------------------- | -------------------- |
| Met Ich + Ich |                  |                    |                    |                     |                     |                      |                      |
| 2005          | Ich + Ich        | 10                 | 44                 | 34                  | 20                  | -                    | -                    |
| 2007          | Vom selben Stern | 1                  | 154                | 2                   | 78                  | 4                    | 65                   |
| 2009          | Gute Reise       | 1                  | 88                 | 4                   | 34                  | 5                    | 27                   |
| Solo          |                  |                    |                    |                     |                     |                      |                      |
| 2013          | Lieder           | 4                  | 70                 | 6                   | 44                  | 17                   | 33                   |
| 2017          | So schön anders  | 1                  | 40                 | 5                   | 22                  | 3                    | 33                   |
| 2019          | Alles lebt       | 7                  | 19                 | 17                  | 2                   | 7                    | 14                   |
| 2023          | Spiegelbild      | 7                  | 8                  | 50                  | 1                   | 33                   | 2                    |